# Limone Costa d'Amalfi
Il Limone Costa d'Amalfi (Limon amalphitanus), noto anche come Sfusato Amalfitano, è un prodotto ortofrutticolo italiano a Indicazione geografica protetta.

## Produzione
Viene prodotto nei comuni appartenenti alla costiera amalfitana, ovvero Amalfi, Atrani, Cetara, Conca dei Marini, Furore, Maiori, Minori, Positano, Praiano, Ravello, Scala, Tramonti, Vietri sul Mare.
Questo frutto presenta caratteristiche esclusive, che lo rendono famoso nel mondo. Si tratta di un limone di categoria sfusato, e si differenzia dai limoni della vicina area sorrentina per le diverse modalità di coltivazione e per proprietà organolettiche differenti.
Il limone di Amalfi cresce esposto al sole e ai venti caldi provenienti da sud, godendo della protezione dei Monti Lattari, al riparo dai venti freddi provenienti da nord.

## Caratteristiche
Il limone della costiera amalfitana, classificabile come femminello sfusato, presenta una buccia di spessore medio e di colore giallo chiaro, ricca di oli essenziali e terpeni. Possiede una polpa succosa e moderatamente acida, con scarsa presenza di semi (dai 4 ai 10 semi per frutto). Si presenta di dimensioni medio-grosse (dai 100 ai 120 grammi per frutto) ed è ricco di acido ascorbico, ossia di Vitamina C.

## Coltivazione
Il limone amalfitano viene coltivato su circa 400 ha, nei famosi limoneti chiamati "giardini di limoni" con un raccolto medio annuo di circa 8 000 tonnellate. Il raccolto viene praticato più volte l'anno, ma è soprattutto nel periodo compreso tra marzo e luglio che arrivano i frutti migliori.

## Uso
Lo sfusato amalfitano nelle aree della costiera viene utilizzato sia al naturale servito "all'insalata", oppure come condimento per pesce, antipasti di mare, nei celebri primi piatti della zona e sulle carni. È adoperato anche per produrre il limoncello (famoso liquore tipico della zona che ha alimentato un importante indotto economico per tutta l'area), e alcuni bar di Amalfi e dintorni servono persino il caffè al limone, il babà al limone, e torte e dolciumi tipici locali al limone, nonché gelati e granite al limone.

## Storia
I comuni della penisola sorrentino-amalfitana in cui si diffusero i primi alberi di limone furono Maiori, Minori, Sorrento e Massa Lubrense.
Una maggiore diffusione di questo frutto si ebbe in tutta la costa, poiché le sue proprietà favorivano la guarigione dello scorbuto,  malattia dovuta a carenza di vitamina C. Per gli amalfitani, storicamente famoso popolo di navigatori, era determinante poter disporre sulle proprie navi di scorte di limoni. Già nell'XI secolo, la Repubblica di Amalfi decretò che a bordo delle navi ci fossero sempre provviste di questi frutti.
Dal 1400 al 1800, per il loro impiego nella lotta allo scorbuto, ci fu una grandissima richiesta di limoni amalfitani, vista la loro ricchezza di vitamina C. I limoni vennero richiesti non solo da altre zone campane e italiane, ma anche da paesi esteri, specialmente nord europei.
A tal proposito, nel XIX secolo Matteo Camera scrisse di limoni ...che da Minori venivano trasportati via mare verso altri mercati italiani, assieme a limoncelli e a cetrangoli..., termine con il quale vengono indicate le arance amare.
Fu così che lungo la costiera i giardini di limoni crebbero nel corso dei secoli di numero e ampiezza, grazie al recupero per l'agricoltura di suoli scoscesi e impervi.